# Eustomias dinema
Eustomias dinema es una especie de pez de la familia Stomiidae en el orden de los Stomiiformes.

## Morfología
• Los machos pueden llegar alcanzar los 14,8 cm de longitud total y las hembras 10,2.

## Hábitat
Es un pez de mar y de aguas profundas que vive hasta 260 m de profundidad.

## Distribución geográfica
Se encuentra cerca de las Hawái.